# Josse Le Plat
Josse Le Plat, né à Malines le 18 novembre 1732 et mort à Coblence le 6 août 1810, est un jurisconsulte et professeur de droit à l'université de Louvain.

## Biographie
Il devint licencié en droit à Louvain en 1756 et docteur en 1766.
Il fut nommé en 1772 par ordre du gouvernement général professeur de droit et fut aussi nommé en 1775 professeur de droit ecclésiastique par le magistrat de Louvain.
L'impératrice Marie-Thérèse par une dépêche du 28 septembre 1775 le chargea en outre d'expliquer le décret de Gratien.
Il était favorable aux réformes que Marie-Thérèse et plus tard Joseph II ont voulu apporter dans l'enseignement supérieur.

## Sa pensée
Se thèses furent violemment combattues par les milieux ultramontains, c'est ainsi que Jean-François Van de Velde, bibliothécaire et professeur de théologie, le traita d'hérétique.
Toutefois il trouva un allié dans la personne de l'empereur Joseph II qui obligea les théologiens à suivre les cours de Josse Le Plat.
Mais après que Le Plat eut ouvertement condamné la position du clergé dans un de ses cours à l'Université de Louvain ainsi que celle de l'ordre des Franciscains, il devint l'objet de menaces et dut être placé sous protection de la garnison et il préféra s'enfuir à Maestricht de juin à décembre 1787.
Toutefois, sous l'ordre exprès de Trautsmandorf, il fut obligé de reprendre son cours.
En 1788, lorsque la faculté de droit, de médecine et de philosophie furent transférées à Bruxelles, Le Plat continua ses cours dans cette ville. Mais la populace qui avait été prévenue contre lui vint dévaster et détruire sa maison de campagne le 26 juillet 1789.
Il préféra chercher son salut en Allemagne puis en Hollande auprès de l'abbé Mouton qu'il aida à rédiger ses Nouvelles ecclésiastiques publiées à Utrecht.
En 1806, il fut nommé par Napoléon Ier professeur de droit romain à la faculté de droit de l'Université Impériale à Coblence.
Il eut comme principal disciple à Louvain : Charles-Lambert Doutrepont qui poursuivit sa pensée.

## Son œuvre
- 1779 : il publia Les canons et décrets du concile de Trente, avec préface, notes et variantes.
- Il publia une dissertation historique et canonique sur l'indissolubilité du mariage de l'infidèle converti. Il défendait la théorie que seul le pouvoir civil a le droit de déterminer les empêchements du mariage. Il était également favorable au projet de Neny et du gouvernement impérial de faire du mariage uniquement un contrat civil. Il justifiait dans ce domaine les édits de Joseph II.

## Liste de ses publications
- 1777 : Commentarius in decretum Gratiani, édition d'un ouvrage de Van Espen, Louvain, 2 volumes.
- 1783 :  Opera omnia, édition des œuvres complètes de Pierre Stockmans.
- 1783 : Dissertatio canonica de sponsalibus et matrimoniorum impedimentis, Louvain.
- 1° X. B. Van Espen, commentarius in decretum Gratiani cum prœfatione J. Leplat. Lovanii 1777. Deux volumes in-8°. La préface de Leplat a 238 pages. Il y rapporte la plupart des textes falsifiés qui ont été insérés dans le Recueil de Gratien, et donne en même temps la preuve de ces différentes falsifications. Leplat dédia cette édition au comte de Nény, chef-président du conseil privé et commissaire royal de l'université de Louvain.

- 2° P. J. A. Riegger Institutiones jurisprudentiae ecclesiasticae cum compendio. Lovanii 1779. Six volumes in-8°.

- 3° Colleclio variarum dissertationum casum apostoli ad Corinthios, cap. VII, v. 12 et sq. illustrantium. Leodii. (Louvain), 1779, in 8°. —Leplat avait déjà publié la plupart des pièces contenues dans ce volume, sous le titre de:

- 4" Jos. Maugis, jud., Leplat et Paulini Nervii, Dissertationes tres in casu apostoli I ad Cor. cap. V., Lovanii et Gallipoli, 1770-1772. Trois parties en un volume in-8°. — Il s'agit, dans ces dissertations, de l'indissolubilité du mariage d'un juif converti. Leplat attribue l'origine de l'opinion commune aux idées répandues par les fausses décrétales.

- 5 Claudii Fleurii in historiam ecclesiasticam dissertationes octo latinè traductœ. Accesserunt dissertationes duœ cum prœfatione Judoci Leplat. Lovanii lypis academicis, 1780. Deux volumes in-8°.

- 6" Canones et decrela SS. concilii Tridentini juxta exemplar authenticum Humas 1561 editum. Prœter nomina et suscriptiones patrum, variantes cliam lecliones et notas Chiffletii continet. Accesserunt varia ad disciplinmt ecclesiœ Belgicœ periinentia. Antverpiae, 1779, in-4°.

- 7° Vindiciœ assertorum in prœfalione codicis concilii Tridentini anni 1779, prœmissa quibus ibi dicta de indice de regulis auctoritate PU IV evulgatis, ad quœdam recens objecta respondelur. Lovanii, 1780, in-i".

- 8° Monumentorum ad historiam concilii Tridentini potissimum illustrandam am plissima collectio- Lovanii, 1781-1787, ex typographia academica. Sept volumes in-4*.

- 9° Dissertatio canonica de sponsalibus et matrimoniorum impedimentis. 1781, in-8°.

- 10° Réponse aux lettres d'un chanoine pénitencier sur les édits impériaux. Lille (Utrecht) 1786, in-12. Cette réponse, quoique publiée sous le voile de l'anonyme, est généralement attribuée au docteur Leplat ou à l'abbé De Bellegarde. (Quérard, France littéraire, t. V. p. 192. Barbier, Dictionnaire des ouvrages anonymes, t. III, n" 16431 ).